# Martín Boneo
Martín León de Boneo y Cabello (Buenos Aires, 28 luglio 1829 – Buenos Aires, 20 settembre 1915) è stato un pittore argentino.

## Biografia
Iniziò i suoi studi artistici nel 1845 con Juan Camaña al Colegio Republicano Federal. Successivamente fu insegnante artistico presso l'Università di Buenos Aires.

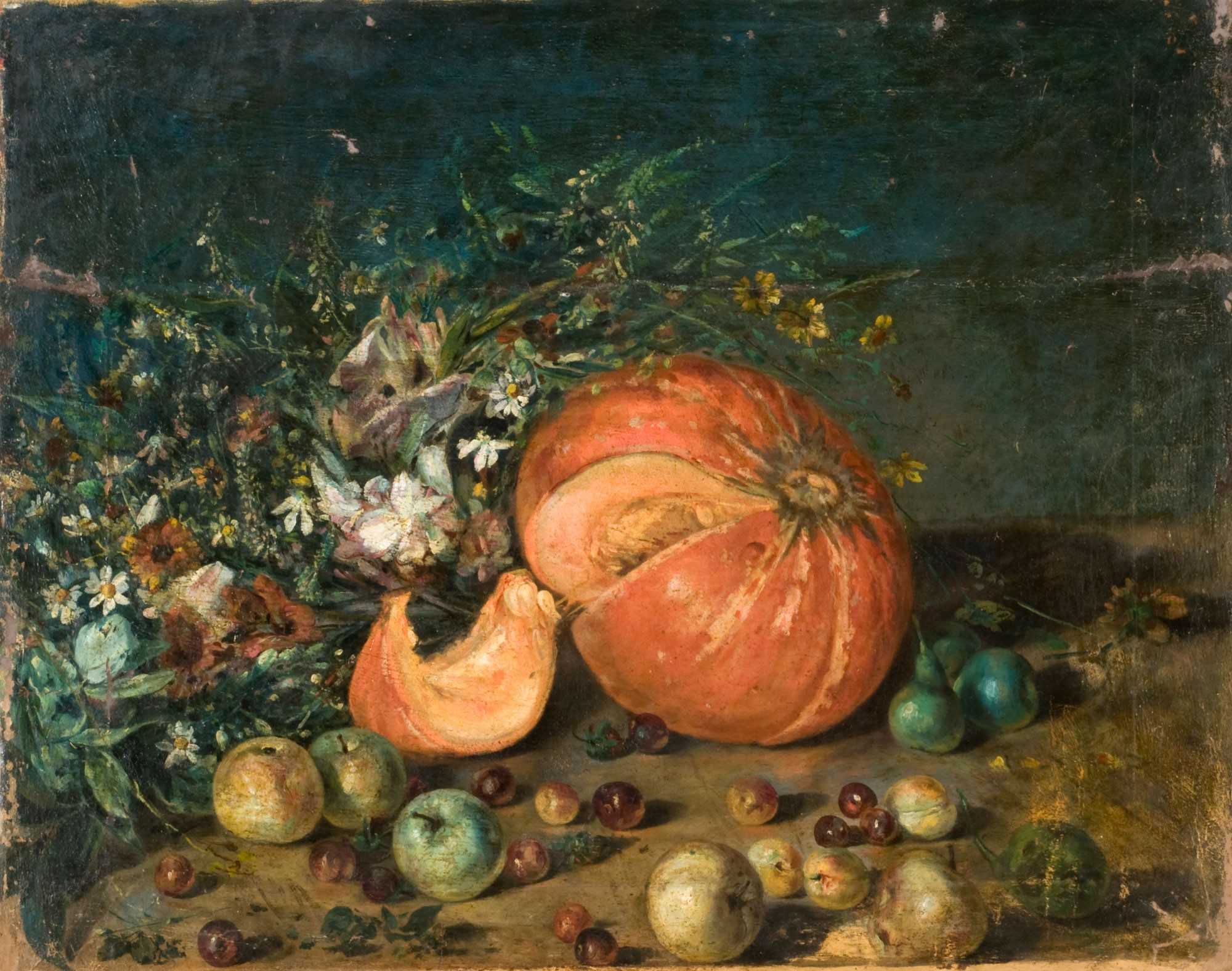
Natura morta (zucche e frutta)

Nel 1857 si trasferisce in Italia per studiare con il pittore Antonio Ciseri che aveva aperto una scuola di pittura. La sua permanenza in Italia durerà tre anni.
Tornato a Buenos Aires dopo un anno si trasferì in Cile. Nel 1870 il presidente Domingo Faustino Sarmiento gli chiese di ritornare in Argentina per organizzare una scuola di disegno. Boneo ha dipinto immagini tipiche della vita quotidiana, nature morte e scene religiose, mostrando anche un particolare interesse per il tema dell'immigrazione. Ha disegnato gli stemmi della Policía Federal Argentina e dell'Università di Buenos Aires.